# Gneu Genuci Aventinensis
Gneu Genuci Aventinensis (en llatí: Gnaeus Genucius Aventinensis) va ser un magistrat romà del segle iv aC. Pertanyia a la família dels Aventinensis, una branca de la gens Genúcia.
Va ser elegit cònsol de Roma l'any 363 aC, consolat marcat pels afers religiosos en què el senat es va dedicar a fer ofrenes als déus per aplacar la seva ira, segons expliquen Titus Livi i Diodor de Sicília.